# Igor Sikorski (Skirennläufer)
Igor Piotr Sikorski (* 5. Juli 1990) ist ein polnischer Ski-Alpin-Rennläufer. Er trainiert bei Start Bielsko-Biała und startet in der Klasse L11.
Igor Sikorski stürzte 2007 beim Klettern aus 6 bis 8 Metern Höhe von einem Baum und verletzte sich dabei die Wirbelsäule im Bereich Th11/Th12.
2014 nahm er erstmals an den Winter-Paralympics teil, es folgten Teilnahmen in den Jahren 2018 und 2022. 2020 wurde er mit dem Verdienstkreuz der Republik Polen in Gold für seine Verdienste um Schulung und Training im Sport ausgezeichnet.

## Erfolge
- 2016: 1. Platz im Slalom beim Para-Ski Weltcup in Kühtai, Österreich
- 2017: 1. Platz im Slalom beim Alpinenen Para-Skiweltcup
- 2018: 3. Platz im Riesenslalom bei den Winter-Paralympics in Pyeongchang, Südkorea
- 2018: 1. und 3. Platz im Slalom beim Weltcup in Zagreb, Kroatien
- 2018: 2. Platz im Slalom beim Weltcup in Veysonnaz, Schweiz
- 2018: 1. Platz im Riesenslalom und Super-G beim Weltcup in Sella Nevea, Italien
- 2019: 3. Platz bei den Ski-Alpin-Weltmeisterschaften in Kranjska Gora
- 2019: 1. und 3. Platz im Slalom beim Weltcup in La Molina, Spanien
- 2019: 2. Platz im Slalom im Weltcup in Zagreb, Kroatien
- 2019: 3. Platz im Riesenslalom in Europacup im Pitztal, Schweiz
- 2020: 1. Platz im Riesenslalom beim Europacup in Jasná, Slowakei
- 2020: 1. und 2. Platz im Slalom beim Europacup in Jasná, Slowakei
- 2020: 1. Platz im Riesenslalom beim Weltcup in Veysonnaz, Schweiz
- 2021: 3. Platz im Riesenslalom beim Europacup in Leogang, Österreich.
- 2022: 2. Platz im Riesenslalom bei den Weltmeisterschaften in Lillehammer, Norwegen